# Chung thân liên tiếp
Chung thân liên tiếp là hai hoặc nhiều bản án chung thân nối tiếp nhau được tuyên cho người phạm tội, thường thấy trong tư pháp thực tiễn. Hình phạt này được dùng để giảm cơ hội được ra tù của người phạm tội.

## Tại các nước

### Mỹ
Chung thân liên tiếp là hình phạt chung dành cho các bị cáo bị kết tội giết người nhiều lần ở Mỹ.
Tùy vào khu vực xét xử của vụ án, bị cáo nhận bản án chung thân có thể đủ điều kiện để được ân xá sau khi chấp hành mức án tối thiểu từ 15 năm đến 25 năm. Nếu bị tuyên chung thân liên tiếp, bị cáo phải chấp hành mức án tối thiểu cho từng bản án chung thân rồi mới có thể được ân xá. Hình phạt này cũng  đảm bảo nếu một bản án bị kháng cáo thì bị cáo vẫn phải chấp hành những bản án còn lại.

### Nga
Ở Nga, chung thân liên tiếp được thi hành cùng lúc.

### Úc
Ở Úc, thời gian tối thiểu của chung thân liên tiếp bằng thời gian tối thiểu mà ngắn nhất trong số các bản án.

### Canada
Từ ngày 2 tháng 12 năm 2011 ở Canada, người bị kết tội giết người cấp độ một và không đủ điều kiện để được ân xá, sẽ có thể bị tuyên chung thân liên tiếp. Hình phạt bắt buộc dành cho người bị kết tội giết người cấp độ một là án tù chung thân và thời gian thi hành án tối thiểu 25 năm mới được xem xét âm xá. Thẩm phán sẽ thảo luận với bồi thẩm đoàn để đưa ra quyết định có cộng dồn thời gian tối thiểu này hay không.
Bản án có thời gian tối thiểu dài nhất cho tới nay là 75 năm dành cho 4 phạm nhân Justin Bourque (đã được giảm còn 25 năm), John Paul Ostamas, Douglas Garland, và Derek Saretzky.
Trong vụ xả súng tại nhà thờ Hồi giáo Thành phố Québec, Tòa Thượng thẩm Québec và Tòa phúc thẩm Québec cho rằng bản án chung thân liên tiếp dành cho bị cáo Alexandre Bissonnette là vi hiến. Tòa án Tối cao Canada cũng bác bỏ kháng cáo của quân chủ vào tháng 5 năm 2022, cho rằng bản án chung thân liên tiếp là vi hiến.